# Джиффони-Валле-Пьяна
Джиффони-Валле-Пьяна (итал. Giffoni Valle Piana) — город в Италии, располагается в регионе Кампания, в провинции Салерно.
Население составляет 10 982 человека, плотность населения составляет 126 чел./км². Занимает площадь 87 км². Почтовый индекс — 84095. Телефонный код — 089.
В коммуне 25 марта особо празднуется Благовещение Пресвятой Богородицы.